# Hiletinae
Hiletinae zijn een onderfamilie van de loopkeverfamilie (Carabidae). De wetenschappelijke naam werd voor het eerst geldig gepubliceerd in 1848 door Schiødte.

## Taxonomie
De volgende taxa worden bij de onderfamilie ingedeeld:
- Eucamaragnathus
- Hiletus